# Huawei AppGallery
Huawei AppGallery (w skrócie AppGallery) – platforma dystrybucji aplikacji opracowana przez firmę Huawei, dla systemu operacyjnego Android. Aplikacja AppGallery jest używana przez 420 milionów użytkowników na 700 milionach urządzeń Huawei.

## Historia
AppGallery została uruchomiona 2011 roku w Chinach, a w 2018 roku na całym świecie. Jest wstępnie instalowana na wszystkich nowych urządzeniach mobilnych firmy Huawei. Gdy nowe urządzenia Huawei straciły dostęp do aplikacji Google w wyniku wojny handlowej USA i Chin w maju 2019 roku, przedsiębiorstwo zaczęło sprzedawać telefony wyłącznie z aplikacją AppGallery i własnymi usługami mobilnymi bez dostępu do sklepu Google Play i wszystkich innych aplikacji Google.
W trzecim kwartale 2020 roku AppGallery osiągnęło 350 milionów pobrań aplikacji.